# Erden, Montana
Erden (în bulgară Ерден) este un sat în comuna Boicinovți, regiunea Montana,  Bulgaria. 

## Demografie
Componența etnică a satului Erden
     Romi (18,19%)
     Bulgari (80,88%)
     Nicio identificare (0,91%)
     Altele (0%)
La recensământul din 2011, populația satului Erden era de 544 locuitori. Din punct de vedere etnic, majoritatea locuitorilor (80,88%) erau bulgari, cu o minoritate de romi (18,19%). Pentru 0,91% din locuitori nu este cunoscută apartenența etnică.